# Scrubs – Die Anfänger/Episodenliste

Logo von Scrubs – Die Anfänger

Diese Episodenliste enthält alle Episoden der US-amerikanischen Fernsehserie Scrubs – Die Anfänger in der Reihenfolge ihrer amerikanischen Erstausstrahlung. Zwischen 2001 und 2010 entstanden in neun Staffeln insgesamt 182 Episoden.

## Übersicht
| Staffel | Episodenanzahl | Erstausstrahlung USA | Erstausstrahlung USA | Deutschsprachige Erstausstrahlung | Deutschsprachige Erstausstrahlung |
| Staffel | Episodenanzahl | Staffelpremiere      | Staffelfinale        | Staffelpremiere                   | Staffelfinale                     |
| ------- | -------------- | -------------------- | -------------------- | --------------------------------- | --------------------------------- |
| 1       | 24             | 2. Oktober 2001      | 21. Mai 2002         | 2. September 2003                 | 17. Februar 2004                  |
| 2       | 22             | 26. September 2002   | 17. April 2003       | 24. Februar 2004                  | 6. September 2005                 |
| 3       | 22             | 3. Oktober 2003      | 4. Mai 2004          | 7. September 2005                 | 29. April 2006                    |
| 4       | 25             | 31. August 2004      | 10. Mai 2005         | 28. Oktober 2006                  | 27. Januar 2007                   |
| 5       | 24             | 3. Januar 2006       | 16. Mai 2006         | 27. Januar 2007                   | 7. April 2007                     |
| 6       | 22             | 30. November 2006    | 17. Mai 2007         | 6. Oktober 2007                   | 20. Dezember 2007                 |
| 7       | 11             | 25. Oktober 2007     | 8. Mai 2008          | 3. September 2008                 | 29. Oktober 2008                  |
| 8       | 19             | 6. Januar 2009       | 6. Mai 2009          | 21. Januar 2010                   | 3. März 2010                      |
| 9       | 13             | 1. Dezember 2009     | 17. März 2010        | 29. Januar 2011                   | 15. März 2011                     |

## Staffel 1
| Nr. (ges.) | Nr. (St.) | Deutscher Titel                 | Originaltitel            | Erstausstrahlung USA | Deutschsprachige Erstausstrahlung (D) | Regie             | Drehbuch                                          |
| ---------- | --------- | ------------------------------- | ------------------------ | -------------------- | ------------------------------------- | ----------------- | ------------------------------------------------- |
| 1          | 1         | Mein erster Tag                 | My First Day             | 2. Okt. 2001         | 2. Sep. 2003                          | Adam Bernstein    | Bill Lawrence                                     |
| 2          | 2         | Mein Mentor                     | My Mentor                | 4. Okt. 2001         | 9. Sep. 2003                          | Adam Bernstein    | Bill Lawrence                                     |
| 3          | 3         | Mein Kunstfehler                | My Best Friend’s Mistake | 9. Okt. 2001         | 16. Sep. 2003                         | Adam Bernstein    | Eric Weinberg                                     |
| 4          | 4         | Meine Lieblingspatientin        | My Old Lady              | 16. Okt. 2001        | 23. Sep. 2003                         | Marc Buckland     | Matt Tarses                                       |
| 5          | 5         | Meine Vorbilder                 | My Two Dads              | 23. Okt. 2001        | 30. Sep. 2003                         | Craig Zisk        | Neil Goldman & Garrett Donovan                    |
| 6          | 6         | Mein Pech                       | My Bad                   | 30. Okt. 2001        | 7. Okt. 2003                          | Marc Buckland     | Gabrielle Allan                                   |
| 7          | 7         | Mein Konkurrent                 | My Super Ego             | 6. Nov. 2001         | 14. Okt. 2003                         | Peter Lauer       | Mike Schwartz                                     |
| 8          | 8         | Meine fünfzehn Minuten als Held | My Fifteen Minutes       | 15. Nov. 2001        | 21. Okt. 2003                         | Lawrence Trilling | Eric Weinberg                                     |
| 9          | 9         | Mein freier Tag                 | My Day Off               | 20. Nov. 2001        | 28. Okt. 2003                         | Elodie Keene      | Janae Bakken                                      |
| 10         | 10        | Mein Spitzname                  | My Nickname              | 27. Nov. 2001        | 4. Nov. 2003                          | Matthew Diamond   | Bill Lawrence                                     |
| 11         | 11        | Mein Weihnachtswunder           | My Own Personal Jesus    | 11. Dez. 2001        | 23. Dez. 2003                         | Jeff Melman       | Debra Fordham                                     |
| 12         | 12        | Mein Date aus der Röhre         | My Blind Date            | 8. Jan. 2002         | 11. Nov. 2003                         | Marc Buckland     | Mark Stegemann                                    |
| 13         | 13        | Meine zweite Chance             | My Balancing Act         | 15. Jan. 2002        | 18. Nov. 2003                         | Michael Spiller   | Neil Goldman & Garrett Donovan                    |
| 14         | 14        | Meine Alex                      | My Drug Buddy            | 22. Jan. 2002        | 25. Nov. 2003                         | Michael Spiller   | Matt Tarses                                       |
| 15         | 15        | Meine Beziehung                 | My Bed Banter & Beyond   | 5. Feb. 2002         | 2. Dez. 2003                          | Lawrence Trilling | Gabrielle Allan                                   |
| 16         | 16        | Meine Melone                    | My Heavy Meddle          | 26. Feb. 2002        | 9. Dez. 2003                          | Will Mackenzie    | Mike Schwartz                                     |
| 17         | 17        | Mein Student                    | My Student               | 5. März 2002         | 23. Dez. 2003                         | Matthew Diamond   | Janae Bakken & Debra Fordham Idee: Mark Stegemann |
| 18         | 18        | Mein schlimmster Fall           | My Tuscaloosa Heart      | 12. März 2002        | 13. Jan. 2004                         | Lawrence Trilling | Debra Fordham & Mark Stegemann Idee: Janae Bakken |
| 19         | 19        | Mein alter Herr                 | My Old Man               | 9. Apr. 2002         | 16. Dez. 2003                         | Adam Bernstein    | Matt Tarses                                       |
| 20         | 20        | Mein Freund, der Chirurg        | My Way or the Highway    | 16. Apr. 2002        | 20. Jan. 2004                         | Adam Bernstein    | Eric Weinberg                                     |
| 21         | 21        | Mein größtes Opfer              | My Sacrificial Clam      | 30. Apr. 2002        | 27. Jan. 2004                         | Marc Buckland     | Janae Bakken & Mark Stegemann Idee: Debra Fordham |
| 22         | 22        | Meine Zweifel                   | My Occurrence (1)        | 7. Mai 2002          | 3. Feb. 2004                          | Lawrence Trilling | Bill Lawrence                                     |
| 23         | 23        | Mein Held                       | My Hero (2)              | 14. Mai 2002         | 10. Feb. 2004                         | Michael Spiller   | Neil Goldman & Garrett Donovan                    |
| 24         | 24        | Mein letzter Tag                | My Last Day              | 21. Mai 2002         | 17. Feb. 2004                         | Michael Spiller   | Gabrielle Allan & Mike Schwartz                   |

## Staffel 2
| Nr. (ges.) | Nr. (St.) | Deutscher Titel          | Originaltitel               | Erstausstrahlung USA | Deutschsprachige Erstausstrahlung (D) | Regie             | Drehbuch                                           |
| ---------- | --------- | ------------------------ | --------------------------- | -------------------- | ------------------------------------- | ----------------- | -------------------------------------------------- |
| 25         | 1         | Mein Rundumschlag        | My Overkill                 | 26. Sep. 2002        | 24. Feb. 2004                         | Adam Bernstein    | Bill Lawrence                                      |
| 26         | 2         | Mein Nachtdienst         | My Nightingale              | 3. Okt. 2002         | 2. März 2004                          | Craig Zisk        | Eric Weinberg                                      |
| 27         | 3         | Mein Ticket nach Reno    | My Case Study               | 10. Okt. 2002        | 16. März 2004                         | Michael Spiller   | Gabrielle Allan                                    |
| 28         | 4         | Meine große Klappe       | My Big Mouth                | 17. Okt. 2002        | 9. März 2004                          | Paul Quinn        | Mark Stegemann                                     |
| 29         | 5         | Mein Kittel              | My New Coat                 | 24. Okt. 2002        | 23. März 2004                         | Marc Buckland     | Matt Tarses                                        |
| 30         | 6         | Mein großer Bruder       | My Big Brother              | 31. Okt. 2002        | 30. März 2004                         | Michael Spiller   | Tim Hobert                                         |
| 31         | 7         | Mein erster Schritt      | My First Step               | 7. Nov. 2002         | 6. Apr. 2004                          | Lawrence Trilling | Mike Schwartz                                      |
| 32         | 8         | Mein Pudding             | My Fruit Cups               | 14. Nov. 2002        | 21. Sep. 2004                         | Ken Whittingham   | Janae Bakken                                       |
| 33         | 9         | Mein Glückstag           | My Lucky Day                | 5. Dez. 2002         | 28. Sep. 2004                         | Lawrence Trilling | Debra Fordham                                      |
| 34         | 10        | Mein Monster             | My Monster                  | 12. Dez. 2002        | 5. Okt. 2004                          | Gail Mancuso      | Angela Nissel                                      |
| 35         | 11        | Meine Bettbeziehung      | My Sex Buddy                | 2. Jan. 2003         | 12. Okt. 2004                         | Will Mackenzie    | Neil Goldman & Garrett Donovan                     |
| 36         | 12        | Meine neue alte Freundin | My New Old Friend           | 9. Jan. 2003         | 19. Okt. 2004                         | Chris Koch        | Gabrielle Allan                                    |
| 37         | 13        | Meine Theorie            | My Philosophy               | 16. Jan. 2003        | 26. Okt. 2004                         | Chris Koch        | Matt Tarses & Tim Hobert Idee: Bill Lawrence       |
| 38         | 14        | Mein modernes Wissen     | My Brother, My Keeper       | 23. Jan. 2003        | 26. Okt. 2004                         | Michael Spiller   | Eric Weinberg                                      |
| 39         | 15        | Seine Geschichte         | His Story                   | 30. Jan. 2003        | 2. Nov. 2004                          | Ken Whittingham   | Bonnie Schneider & Hadley Davis                    |
| 40         | 16        | Mein Karma               | My Karma                    | 20. Feb. 2003        | 29. Aug. 2005                         | Marc Buckland     | Janae Bakken & Debra Fordham                       |
| 41         | 17        | Mein Coach               | My Own Private Practice Guy | 13. März 2003        | 29. Aug. 2005                         | Marc Buckland     | Angela Nissel & Mark Stegemann                     |
| 42         | 18        | Meine scharfe Koma-Braut | My T.C.W.                   | 20. März 2003        | 31. Aug. 2005                         | Adam Bernstein    | Bill Lawrence                                      |
| 43         | 19        | Mein Größenwahn          | My Kingdom                  | 27. März 2003        | 1. Sep. 2005                          | Michael Spiller   | April Pesa                                         |
| 44         | 20        | Meine Interpretation     | My Interpretation           | 3. Apr. 2003         | 2. Sep. 2005                          | Will Mackenzie    | Neil Goldman & Garrett Donovan Idee: Mike Schwartz |
| 45         | 21        | Mein Drama               | My Drama Queen              | 10. Apr. 2003        | 5. Sep. 2005                          | Michael Spiller   | Will Berson                                        |
| 46         | 22        | Mein Traumjob            | My Dream Job                | 17. Apr. 2003        | 6. Sep. 2005                          | Bill Lawrence     | Tim Hobert & Matt Tarses                           |

## Staffel 3
| Nr. (ges.) | Nr. (St.) | Deutscher Titel                | Originaltitel               | Erstausstrahlung USA | Deutschsprachige Erstausstrahlung (D/A) | Regie           | Drehbuch                       |
| ---------- | --------- | ------------------------------ | --------------------------- | -------------------- | --------------------------------------- | --------------- | ------------------------------ |
| 47         | 1         | Mein drittes Jahr              | My Own American Girl        | 2. Okt. 2003         | 7. Sep. 2005 (ProSieben)                | Bill Lawrence   | Bill Lawrence                  |
| 48         | 2         | Meine neue Ära                 | My Journey                  | 9. Okt. 2003         | 8. Sep. 2005 (ProSieben)                | Michael Spiller | Tim Hobert                     |
| 49         | 3         | Mein Berater                   | My White Whale              | 23. Okt. 2003        | 12. Sep. 2005 (ProSieben)               | Michael Spiller | Eric Weinberg                  |
| 50         | 4         | Mein Stolz                     | My Lucky Night              | 30. Okt. 2003        | 13. Sep. 2005 (ProSieben)               | John Inwood     | Neil Goldman & Garrett Donovan |
| 51         | 5         | Mein großer Fehler             | My Brother, Where Art Thou? | 6. Nov. 2003         | 14. Sep. 2005 (ProSieben)               | Marc Buckland   | Mike Schwartz                  |
| 52         | 6         | Mein Handtaschentrick          | My Advice to You            | 13. Nov. 2003        | 15. Sep. 2005 (ProSieben)               | Gail Mancuso    | Debra Fordham                  |
| 53         | 7         | Meine fünfzehn Sekunden        | My Fifteen Seconds          | 20. Nov. 2003        | 16. Sep. 2005 (ProSieben)               | Ken Whittingham | Mark Stegemann                 |
| 54         | 8         | Meine Kollegin                 | My Friend the Doctor        | 4. Dez. 2003         | 19. Sep. 2005 (ProSieben)               | Ken Whittingham | Gabrielle Allan                |
| 55         | 9         | Mein Verzicht                  | My Dirty Secret             | 11. Dez. 2003        | 9. Sep. 2005 (ProSieben)                | Chris Koch      | Matt Tarses                    |
| 56         | 10        | Meine Regeln                   | My Rule of Thumb            | 22. Jan. 2004        | 20. Sep. 2005 (ProSieben)               | Craig Zisk      | Janae Bakken                   |
| 57         | 11        | Mein sauberer Abgang           | My Clean Break              | 3. Feb. 2004         | 21. Sep. 2005 (ProSieben)               | Chris Koch      | Angela Nissel                  |
| 58         | 12        | Mein Katalysator               | My Catalyst                 | 10. Feb. 2004        | 22. Sep. 2005 (ProSieben)               | Michael Spiller | Bill Lawrence                  |
| 59         | 13        | Meine Offenbarung              | My Porcelain God            | 17. Feb. 2004        | 23. Sep. 2005 (ProSieben)               | Adam Bernstein  | Tim Hobert & Eric Weinberg     |
| 60         | 14        | Meine Schuld                   | My Screw Up                 | 24. Feb. 2004        | 26. Sep. 2005 (ProSieben)               | Chris Koch      | Neil Goldman & Garrett Donovan |
| 61         | 15        | Meine sexistischen Kollegen    | My Tormented Mentor         | 2. März 2004         | 27. Sep. 2005 (ProSieben)               | Craig Zisk      | Gabrielle Allan                |
| 62         | 16        | Mein Schmetterling             | My Butterfly                | 16. März 2004        | 28. Sep. 2005 (ProSieben)               | Henry Chan      | Justin Spitzer                 |
| 63         | 17        | Meine Freundin Carla           | My Moment of Un-Truth       | 30. März 2004        | 29. Sep. 2005 (ProSieben)               | Gail Mancuso    | Rich Eustis                    |
| 64         | 18        | Mein Freund Turk               | His Story II                | 6. Apr. 2004         | 30. Sep. 2005 (ProSieben)               | Jason Ensler    | Mark Stegemann                 |
| 65         | 19        | Meine kniffligste Entscheidung | My Choosiest Choice of All  | 20. Apr. 2004        | 8. Apr. 2006 (ORF eins)                 | Adam Bernstein  | Mike Schwartz                  |
| 66         | 20        | Meine wahren Gefühle           | My Fault                    | 22. Apr. 2004        | 15. Apr. 2006 (ORF eins)                | Richard Wells   | Debra Fordham                  |
| 67         | 21        | Mein Rückzieher                | My Self-Examination         | 27. Apr. 2004        | 22. Apr. 2006 (ORF eins)                | Randall Winston | Janae Bakken                   |
| 68         | 22        | Mein bester Freund heiratet    | My Best Friend’s Wedding    | 4. Mai 2004          | 29. Apr. 2006 (ORF eins)                | Bill Lawrence   | Tim Hobert & Eric Weinberg     |

## Staffel 4
| Nr. (ges.) | Nr. (St.) | Deutscher Titel                  | Originaltitel              | Erstausstrahlung USA | Deutschsprachige Erstausstrahlung (D/A) | Regie           | Drehbuch                       |
| ---------- | --------- | -------------------------------- | -------------------------- | -------------------- | --------------------------------------- | --------------- | ------------------------------ |
| 69         | 1         | Meine Psychiaterin               | My Old Friend’s New Friend | 31. Aug. 2004        | 28. Okt. 2006 (ORF eins)                | Bill Lawrence   | Eric Weinberg                  |
| 70         | 2         | Meine Beförderung                | My Office                  | 7. Sep. 2004         | 4. Nov. 2006 (ProSieben)                | Gail Mancuso    | Matt Tarses                    |
| 71         | 3         | Meine Schmach                    | My New Game                | 14. Sep. 2004        | 11. Nov. 2006 (ProSieben)               | Ken Whittingham | Gabrielle Allan                |
| 72         | 4         | Meine Begegnung mit dem Tod      | My First Kill              | 21. Sep. 2004        | 11. Nov. 2006 (ProSieben)               | Ken Whittingham | Tad Quill                      |
| 73         | 5         | Ihre Geschichte                  | Her Story                  | 28. Sep. 2004        | 18. Nov. 2006 (ProSieben)               | John Inwood     | Angela Nissel                  |
| 74         | 6         | Meine Trauer                     | My Cake                    | 12. Okt. 2004        | 18. Nov. 2006 (ProSieben)               | Henry Chan      | Neil Goldman & Garrett Donovan |
| 75         | 7         | Mein hollywoodreifer Auftritt    | My Common Enemy            | 19. Okt. 2004        | 25. Nov. 2006 (ProSieben)               | Joanna Kerns    | Bill Callahan                  |
| 76         | 8         | Meine einmalige Chance           | My Last Chance             | 26. Okt. 2004        | 25. Nov. 2006 (ProSieben)               | Zach Braff      | Mike Schwartz                  |
| 77         | 9         | Mein Spiel mit dem Feuer         | My Malpractical Decision   | 9. Nov. 2004         | 2. Dez. 2006 (ProSieben)                | Gail Mancuso    | Janae Bakken                   |
| 78         | 10        | Meine Hexe                       | My Female Trouble          | 16. Nov. 2004        | 2. Dez. 2006 (ProSieben)                | Chris Koch      | Debra Fordham                  |
| 79         | 11        | Mein Einhorn                     | My Unicorn                 | 23. Nov. 2004        | 9. Dez. 2006 (ProSieben)                | Matthew Perry   | Gabrielle Allan & Tad Quill    |
| 80         | 12        | Mein bester Moment               | My Best Moment             | 7. Dez. 2004         | 9. Dez. 2006 (ProSieben)                | Chris Koch      | Angela Nissel                  |
| 81         | 13        | Mein Absturz                     | My Ocardial Infarction     | 18. Jan. 2005        | 16. Dez. 2006 (ProSieben)               | Ken Whittingham | Mark Stegemann                 |
| 82         | 14        | Mein Partner                     | My Lucky Charm             | 25. Jan. 2005        | 16. Dez. 2006 (ProSieben)               | Chris Koch      | Mike Schwartz                  |
| 83         | 15        | Mein Eid                         | My Hypocritical Oath       | 1. Feb. 2005         | 23. Dez. 2006 (ProSieben)               | Craig Zisk      | Tim Hobert                     |
| 84         | 16        | Meine Lügen                      | My Quarantine              | 8. Feb. 2005         | 23. Dez. 2006 (ProSieben)               | Michael Spiller | Tad Quill                      |
| 85         | 17        | Meine Sitcom                     | My Life in Four Cameras    | 15. Feb. 2005        | 30. Dez. 2006 (ProSieben)               | Adam Bernstein  | Debra Fordham                  |
| 86         | 18        | Meine Mitbewohner                | My Roommates               | 22. Feb. 2005        | 30. Dez. 2006 (ProSieben)               | Craig Zisk      | Tim Hobert                     |
| 87         | 19        | Mein Kuchen                      | My Best Laid Plans         | 1. März 2005         | 6. Jan. 2007 (ProSieben)                | Zach Braff      | Bill Callahan                  |
| 88         | 20        | Mein Chef mal anders             | My Boss’s Free Haircut     | 29. März 2005        | 6. Jan. 2007 (ProSieben)                | John Inwood     | Mark Stegemann                 |
| 89         | 21        | Meine Lippen sind versiegelt     | My Lips Are Sealed         | 5. Apr. 2005         | 13. Jan. 2007 (ProSieben)               | John Michel     | Janae Bakken                   |
| 90         | 22        | Meine Maßnahme                   | My Big Move                | 12. Apr. 2005        | 13. Jan. 2007 (ProSieben)               | Victor Nelli    | Bonnie Sikowitz                |
| 91         | 23        | Mein Glaube an die Menschheit    | My Faith in Humanity       | 19. Apr. 2005        | 20. Jan. 2007 (ProSieben)               | Ken Whittingham | David Louis Feinberg           |
| 92         | 24        | Meine Kollegen, die Egozentriker | My Drive-By                | 26. Apr. 2005        | 20. Jan. 2007 (ProSieben)               | Will Mackenzie  | Angela Nissel                  |
| 93         | 25        | Mein Schokobär                   | My Changing Ways           | 10. Mai 2005         | 27. Jan. 2007 (ProSieben)               | Victor Nelli jr | Bill Lawrence                  |

## Staffel 5
| Nr. (ges.) | Nr. (St.) | Deutscher Titel               | Originaltitel        | Erstausstrahlung USA | Deutschsprachige Erstausstrahlung (D) | Regie           | Drehbuch                       |
| ---------- | --------- | ----------------------------- | -------------------- | -------------------- | ------------------------------------- | --------------- | ------------------------------ |
| 94         | 1         | Mein Aufstieg                 | My Intern’s Eyes     | 3. Jan. 2006         | 27. Jan. 2007                         | Bill Lawrence   | Bill Lawrence                  |
| 95         | 2         | Mein Sinn für Humor           | My Rite of Passage   | 3. Jan. 2006         | 3. Feb. 2007                          | Bill Lawrence   | Janae Bakken                   |
| 96         | 3         | Mein Triathlon                | My Day At The Races  | 10. Jan. 2006        | 3. Feb. 2007                          | Michael Spiller | Eric Weinberg                  |
| 97         | 4         | Meine Laudatio                | My Jiggly Ball       | 10. Jan. 2006        | 10. Feb. 2007                         | Rick Blue       | Tim Hobert                     |
| 98         | 5         | Mein neuer Gott               | My New God           | 17. Jan. 2006        | 10. Feb. 2007                         | Victor Nelli jr | Aseem Batra                    |
| 99         | 6         | Mein falscher Rückschluss     | My Missed Perception | 17. Jan. 2006        | 17. Feb. 2007                         | Bill Lawrence   | Kevin Biegel                   |
| 100        | 7         | Mein Weg nach Hause           | My Way Home          | 24. Jan. 2006        | 17. Feb. 2007                         | Zach Braff      | Neil Goldman & Garrett Donovan |
| 101        | 8         | Mein Recht auf ein Dankeschön | My Big Bird          | 24. Jan. 2006        | 24. Feb. 2007                         | Rob Greenberg   | Debra Fordham                  |
| 102        | 9         | Mein kleiner Tollpatsch       | My Half-Acre         | 7. Feb. 2006         | 24. Feb. 2007                         | Linda Mendoza   | Bill Callahan                  |
| 103        | 10        | Meine Therapie                | Her Story II         | 7. Feb. 2006         | 3. März 2007                          | Chris Koch      | Mike Schwartz                  |
| 104        | 11        | Mein Kummer                   | My Buddy’s Booty     | 28. Feb. 2006        | 3. März 2007                          | Randall Winston | Mark Stegemann                 |
| 105        | 12        | Mein Schützling               | My Cabbage (1)       | 28. Feb. 2006        | 10. März 2007                         | John Inwood     | Ryan A. Levin                  |
| 106        | 13        | Mein Leidensgenosse           | My Five Stages (2)   | 7. März 2006         | 10. März 2007                         | Jay Alaimo      | Tad Quill                      |
| 107        | 14        | Mein Walkie Talkie            | My Own Personal Hell | 14. März 2006        | 17. März 2007                         | Adam Bernstein  | Eren Celeboglu                 |
| 108        | 15        | Meine wunderschönen Haare     | My Extra Mile        | 21. März 2006        | 17. März 2007                         | Ken Whittingham | Mark Stegemann                 |
| 109        | 16        | Meine clevere Idee            | My Bright Idea       | 28. März 2006        | 24. März 2007                         | Michael Spiller | Janae Bakken                   |
| 110        | 17        | Mein Bleistift                | My Chopped Liver     | 4. Apr. 2006         | 24. März 2007                         | Will Mackenzie  | Debra Fordham                  |
| 111        | 18        | Meine Aufrichtigkeit          | My New Suit          | 11. Apr. 2006        | 24. März 2007                         | Victor Nelli jr | Tim Hobert                     |
| 112        | 19        | Mein Freund, der Hausmeister  | His Story III        | 18. Apr. 2006        | 31. März 2007                         | John Inwood     | Angela Nissel                  |
| 113        | 20        | Mein Mittagessen mit Cox      | My Lunch             | 25. Apr. 2006        | 31. März 2007                         | John Michel     | Tad Quill                      |
| 114        | 21        | Mein gefallenes Idol          | My Fallen Idol       | 2. Mai 2006          | 31. März 2007                         | Joanna Kerns    | Bill Callahan                  |
| 115        | 22        | Mein Déjà vu                  | My Déjà Vu           | 9. Mai 2006          | 7. Apr. 2007                          | Linda Mendoza   | Mike Schwartz                  |
| 116        | 23        | Mein neuer Schwarm            | My Urologist         | 16. Mai 2006         | 7. Apr. 2007                          | Richard Wells   | Neil Goldman & Garrett Donovan |
| 117        | 24        | Mein perfektes Date           | My Transition (1)    | 16. Mai 2006         | 7. Apr. 2007                          | Bill Lawrence   | Aseem Batra & Kevin Biegel     |

## Staffel 6
| Nr. (ges.) | Nr. (St.) | Deutscher Titel                | Originaltitel                                   | Erstausstrahlung USA | Deutschsprachige Erstausstrahlung (D/A) | Regie            | Drehbuch                       |
| ---------- | --------- | ------------------------------ | ----------------------------------------------- | -------------------- | --------------------------------------- | ---------------- | ------------------------------ |
| 118        | 1         | Mein Spiegelbild               | My Mirror Image (2)                             | 30. Nov. 2006        | 6. Okt. 2007 (ProSieben)                | John Inwood      | Tim Hobert                     |
| 119        | 2         | Mein Baby und sein Baby        | My Best Friend’s Baby’s Baby and My Baby’s Baby | 7. Dez. 2006         | 6. Okt. 2007 (ProSieben)                | Gail Mancuso     | Neil Goldman & Garrett Donovan |
| 120        | 3         | Mein Kaffee                    | My Coffee                                       | 14. Dez. 2006        | 13. Okt. 2007 (ProSieben)               | Rick Blue        | Tad Quill                      |
| 121        | 4         | Mein Dr. House                 | My House                                        | 4. Jan. 2007         | 13. Okt. 2007 (ProSieben)               | John Putch       | Bill Callahan                  |
| 122        | 5         | Mein Neid                      | My Friend With Money                            | 11. Jan. 2007        | 20. Okt. 2007 (ProSieben)               | John Michel      | Gabrielle Allan                |
| 123        | 6         | Mein Musical                   | My Musical                                      | 18. Jan. 2007        | 27. Okt. 2007 (ProSieben)               | Will Mackenzie   | Debra Fordham                  |
| 124        | 7         | Meine streitsüchtigen Kollegen | His Story IV                                    | 1. Feb. 2007         | 3. Nov. 2007 (ProSieben)                | Linda Mendoza    | Mike Schwartz                  |
| 125        | 8         | Meine Spritztour               | My Road to Nowhere                              | 8. Feb. 2007         | 3. Nov. 2007 (ProSieben)                | Mark Stegemann   | Mark Stegemann                 |
| 126        | 9         | Mein Durchhänger               | My Perspective                                  | 15. Feb. 2007        | 10. Nov. 2007 (ProSieben)               | John Putch       | Angela Nissel                  |
| 127        | 10        | Meine Abmachung                | My Therapeutic Month                            | 22. Feb. 2007        | 10. Nov. 2007 (ProSieben)               | Ken Whittingham  | Aseem Batra                    |
| 128        | 11        | Meine Erinnerungen             | My Night To Remember                            | 1. März 2007         | 1. Dez. 2007 (ProSieben)                | Richard Davis    | Debra Fordham                  |
| 129        | 12        | Mein Goldfischglas             | My Fishbowl                                     | 8. März 2007         | 17. Nov. 2007 (ProSieben)               | Chris Koch       | Kevin Biegel                   |
| 130        | 13        | Meine neuen Klamotten          | My Scrubs                                       | 15. März 2007        | 17. Nov. 2007 (ProSieben)               | John Putch       | Clarence Livingston            |
| 131        | 14        | Mein scharfes Kindermädchen    | My No Good Reason (1)                           | 22. März 2007        | 24. Nov. 2007 (ProSieben)               | Zach Braff       | Janae Bakken                   |
| 132        | 15        | Meine Patenschaft              | My Long Goodbye (2)                             | 5. Apr. 2007         | 24. Nov. 2007 (ProSieben)               | Victor Nelli jr  | Dave Tennant                   |
| 133        | 16        | Mein tauber Patient            | My Words of Wisdom                              | 12. Apr. 2007        | 1. Dez. 2007 (ProSieben)                | Victor Nelli jr  | Eric Weinberg                  |
| 134        | 17        | Meine Nebendarsteller          | Their Story                                     | 19. Apr. 2007        | 8. Dez. 2007 (ProSieben)                | Richard Wells    | Andy Schwartz                  |
| 135        | 18        | Meine Eifersucht               | My Turf War                                     | 26. Apr. 2007        | 8. Dez. 2007 (ProSieben)                | Bill Lawrence    | Sean Russell                   |
| 136        | 19        | Meine kalte Dusche             | My Cold Shower                                  | 3. Mai 2007          | 14. Dez. 2007 (ORF eins)                | John Inwood      | Janae Bakken                   |
| 137        | 20        | Meine Reise nach Phoenix       | My Conventional Wisdom                          | 10. Mai 2007         | 15. Dez. 2007 (ProSieben)               | Michael McDonald | Bill Callahan                  |
| 138        | 21        | Mein Kaninchen                 | My Rabbit                                       | 17. Mai 2007         | 19. Dez. 2007 (ORF eins)                | John Putch       | Kevin Biegel & Aseem Batra     |
| 139        | 22        | Meine Zukunft                  | My Point Of No Return                           | 17. Mai 2007         | 20. Dez. 2007 (ORF eins)                | Linda Mendoza    | Neil Goldman & Garrett Donovan |

## Staffel 7
| Nr. (ges.) | Nr. (St.) | Deutscher Titel        | Originaltitel         | Erstausstrahlung USA | Deutschsprachige Erstausstrahlung (D) | Regie            | Drehbuch                       |
| ---------- | --------- | ---------------------- | --------------------- | -------------------- | ------------------------------------- | ---------------- | ------------------------------ |
| 140        | 1         | Mein voller Durchblick | My Own Worst Enemy    | 25. Okt. 2007        | 3. Sep. 2008                          | Bill Lawrence    | Neil Goldman & Garrett Donovan |
| 141        | 2         | Meine schwere Geburt   | My Hard Labor         | 1. Nov. 2007         | 10. Sep. 2008                         | Adam Bernstein   | Bill Callahan                  |
| 142        | 3         | Mein Erwachsenwerden   | My Inconvenient Truth | 8. Nov. 2007         | 17. Sep. 2008                         | Bill Lawrence    | Debra Fordham                  |
| 143        | 4         | Meine Eselsbrücken     | My Identity Crisis    | 15. Nov. 2007        | 24. Sep. 2008                         | Gail Mancuso     | Dave Tennant                   |
| 144        | 5         | Mein inneres Kind      | My Growing Pains      | 29. Nov. 2007        | 1. Okt. 2008                          | Zach Braff       | Mike Schwartz                  |
| 145        | 6         | Meine Tabellenführung  | My #1 Doctor          | 6. Dez. 2007         | 8. Okt. 2008                          | Will Mackenzie   | Janae Bakken                   |
| 146        | 7         | Meine Wasserbomben     | My Bad Too            | 10. Apr. 2008        | 15. Okt. 2008                         | Linda Mendoza    | Clarence Livingston            |
| 147        | 8         | Mein Leben als Mann    | My Manhood            | 17. Apr. 2008        | 22. Okt. 2008                         | Michael McDonald | Angela Nissel                  |
| 148        | 9         | Meine Dusel-Diagnose   | My Dumb Luck          | 24. Apr. 2008        | 5. Nov. 2008                          | Rick Blue        | Aseem Batra                    |
| 149        | 10        | Mein neuer Chef        | My Waste of Time      | 1. Mai 2008          | 12. Nov. 2008                         | Chris Koch       | Andy Schwartz                  |
| 150        | 11        | Mein Märchen           | My Princess           | 8. Mai 2008          | 29. Okt. 2008                         | Zach Braff       | Mark Stegemann                 |

## Staffel 8
| Nr. (ges.) | Nr. (St.) | Deutscher Titel         | Originaltitel           | Erstausstrahlung USA | Deutschsprachige Erstausstrahlung (CH) | Regie            | Drehbuch                            |
| ---------- | --------- | ----------------------- | ----------------------- | -------------------- | -------------------------------------- | ---------------- | ----------------------------------- |
| 151        | 1         | Meine Vollidioten       | My Jerks                | 6. Jan. 2009         | 21. Jan. 2010 (SF2)                    | Michael Spiller  | Angela Nissel                       |
| 152        | 2         | Mein bester Fall        | My Last Words           | 6. Jan. 2009         | 22. Jan. 2010 (SF2)                    | Bill Lawrence    | Aseem Batra                         |
| 153        | 3         | Mein Polizeistaat       | My Saving Grace         | 13. Jan. 2009        | 25. Jan. 2010 (SF2)                    | Michael Spiller  | Janae Bakken                        |
| 154        | 4         | Meine alte Flamme       | My Happy Place          | 13. Jan. 2009        | 27. Jan. 2010 (SF2)                    | Ken Whittingham  | Taii K. Austin                      |
| 155        | 5         | Meine Sesamstraße       | My ABC’s                | 27. Jan. 2009        | 28. Jan. 2010 (SF2)                    | Bill Lawrence    | Bill Lawrence                       |
| 156        | 6         | Meine tolle Liebesnacht | My Cookie Pants         | 27. Jan. 2009        | 29. Jan. 2010 (SF2)                    | Gail Mancuso     | Clarence Livingston                 |
| 157        | 7         | Meine neue Rolle        | My New Role             | 3. Feb. 2009         | 1. Feb. 2010 (SF2)                     | Will Mackenzie   | Dave Tennant                        |
| 158        | 8         | Mein verliebter Anwalt  | My Lawyer’s In Love     | 3. Feb. 2009         | 2. Feb. 2010 (SF2)                     | Mark Stegemann   | Debra Fordham                       |
| 159        | 9         | Meine Handy-Stimme      | My Absence              | 10. Feb. 2009        | 3. Feb. 2010 (SF2)                     | John Putch       | Debra Fordham & Andy Schwartz       |
| 160        | 10        | Mein Brusthaar          | My Comedy Show          | 10. Feb. 2009        | 4. Feb. 2010 (SF2)                     | Ted Wass         | Devin O. Mahoney & C. Rego Marquiis |
| 161        | 11        | Meine sprechenden Hände | My Nah Nah Nah          | 18. März 2009        | 5. Feb. 2010 (SF2)                     | John Putch       | Kevin Biegel                        |
| 162        | 12        | Meine Beliebtheit       | Their Story II          | 25. März 2009        | 8. Feb. 2010 (SF2)                     | Michael McDonald | Andy Schwartz                       |
| 163        | 13        | Mein Vollmond           | My Full Moon            | 1. Apr. 2009         | 9. Feb. 2010 (SF2)                     | John Michel      | Kevin Biegel                        |
| 164        | 14        | Mein Bahamas, Teil 1    | My Soul On Fire, Part 1 | 8. Apr. 2009         | 10. Feb. 2010 (SF2)                    | Bill Lawrence    | Bill Callahan                       |
| 165        | 15        | Mein Bahamas, Teil 2    | My Soul On Fire, Part 2 | 15. Apr. 2009        | 11. Feb. 2010 (SF2)                    | Bill Lawrence    | Bill Callahan                       |
| 166        | 16        | Mein Chefchirurg        | My Cuz                  | 22. Apr. 2009        | 12. Feb. 2010 (SF2)                    | Linda Mendoza    | Kevin Biegel                        |
| 167        | 17        | Meine 37 Minuten        | My Chief Concern        | 5. Mai 2009          | 1. Mär. 2010 (SF2)                     | Zach Braff       | Neil Goldman & Garrett Donovan      |
| 168        | 18        | Mein Finale, Teil 1     | My Finale, Part 1       | 6. Mai 2009          | 2. Mär. 2010 (SF2)                     | Bill Lawrence    | Bill Lawrence                       |
| 169        | 19        | Mein Finale, Teil 2     | My Finale, Part 2       | 6. Mai 2009          | 3. Mär. 2010 (SF2)                     | Bill Lawrence    | Bill Lawrence                       |

## Staffel 9
| Nr. (ges.) | Nr. (St.) | Deutscher Titel            | Originaltitel           | Erstausstrahlung USA | Deutschsprachige Erstausstrahlung (D/A) | Regie            | Drehbuch                            |
| ---------- | --------- | -------------------------- | ----------------------- | -------------------- | --------------------------------------- | ---------------- | ----------------------------------- |
| 170        | 1         | Unsere erste Vorlesung     | Our First Day of School | 1. Dez. 2009         | 29. Jan. 2011 (ORF eins)                | Michael Spiller  | Bill Lawrence                       |
| 171        | 2         | Unser Trinkerfreund        | Our Drunk Friend        | 1. Dez. 2009         | 1. Feb. 2011 (ProSieben)                | Michael McDonald | Josh Bycel & Jonathan Groff         |
| 172        | 3         | Unsere Vorbilder           | Our Role Models         | 8. Dez. 2009         | 8. Feb. 2011 (ProSieben)                | Gail Mancuso     | Steven Cragg & Brian Bradley        |
| 173        | 4         | Unsere letzten Geschichten | Our Histories           | 15. Dez. 2009        | 8. Feb. 2011 (ProSieben)                | Ken Whittingham  | Corey Nickerson                     |
| 174        | 5         | Unsere Blutsauger          | Our Mysteries           | 22. Dez. 2009        | 15. Feb. 2011 (ProSieben)               | Michael Spiller  | Steven Cragg & Brian Bradley        |
| 175        | 6         | Unsere Besten              | Our New Girl-Bro        | 1. Jan. 2010         | 15. Feb. 2011 (ProSieben)               | Michael McDonald | Kevin Etten                         |
| 176        | 7         | Unsere weißen Kittel       | Our White Coats         | 5. Jan. 2010         | 22. Feb. 2011 (ProSieben)               | John Putch       | Andy Schwartz                       |
| 177        | 8         | Unsere schrägen Paare      | Our Couples             | 5. Jan. 2010         | 22. Feb. 2011 (ProSieben)               | Chris Koch       | Prentice Penny                      |
| 178        | 9         | Unser Babymoon             | Our Stuff Gets Real     | 12. Jan. 2010        | 8. Mär. 2011 (ProSieben)                | John Putch       | Leila Strachan                      |
| 179        | 10        | Unser Spickzettel          | Our True Lies           | 19. Jan. 2010        | 8. Mär. 2011 (ProSieben)                | Michael Spiller  | Lon Zimmet & Dan Rubin              |
| 180        | 11        | Unsere Höllenwoche         | Our Dear Leaders        | 26. Jan. 2010        | 15. Mär. 2011 (ProSieben)               | Peter Lauer      | Corey Nickerson & Kevin Etten       |
| 181        | 12        | Unsere Fahrkünste          | Our Driving Issues      | 10. März 2010        | 15. Mär. 2011 (ProSieben)               | Eren Celeboglu   | Alessia Costantini & Prentice Penny |
| 182        | 13        | Unser Dankeschön           | Our Thanks              | 17. März 2010        | 15. Mär. 2011 (ProSieben)               | Rick Blue        | Sean Russell                        |